# Saint-Julien-du-Gua
 Saint-Julien-du-Gua  là một xã ở tỉnh Ardèche, vùng Rhône-Alpes ở đông nam nước Pháp.